# الشاذلي أنور
الشاذلي أنور هو الشاذلي بن محمد خماجة (1925-1995) موسيقي وملحن تونسي.

## حياته
ولد بمساكن يوم 5 أفريل 1925 وأخذه والده معه إلى تونس العاصمة التي يشتغل فيها ببيع الزهور فاستقر بتونس إلى آخر حياته. ترجم له الباحث محمد بوذينة صاحب كتاب مشاهير التونسييين قائلا: «الشاذلي أنور الموسيقي والملحّن من رموز الأغنية التونسية. كان الشاذلي أنور قد ملأ الدنيا إبداعا وشغل الناس إمتاعا على مدى ثلاثين عاما من العطاء بكل سخاء من أجل دعم الموسيقى التونسية أصالة وإشعاعا. برز الشاذلي أنور في أول حياته الفنية كمطرب اكتشفه البشير الرصايصي صاحب أول استوديو تونسي لصناعة الاسطوانات وأطلق عليه لقب» أنور«[عوضا عن خماجة] بحكم تعاطيه مهنة آبائه في بيع الزهور إلى الجالية الأجنبية المقيمة بتونس. ثم دخل الرشيدية ليتخلى نهائيا عن مرحلة التقليد حيث كان يسجل بصوته أغاني محمد عبد الوهاب وفريد الأطرش ثم يتولى البشير الرصايصي بيع هذه الأسطوانات. وبدأ الشاذلي أنور يبرز لا كمطرب بل كملحّن مبدع مارس التلحين وخاض غمار إبداعه بالوصل بين المدرستين المشرقية والمغاربية. وفي الخمسينات أجرى الشاذلي أنور امتحان الدخول إلى الإذاعة وفاز في هذا الاختيار وأُلحق كمنشد في صلب المجموعة الصوتية لفرقة الإذاعة فملأ الوطاب بما لذ وطاب من المألوف الذي كان يلقّنه الشيخ خميس الترنان، والموشحات الشرقية التي كان يلقنها عازف القانون المصري فهمي عوض. لكن الشاذلي أنور لمع نجمه كملحّن مبدع وعازف بارع على العود فتعامل مع معظم الأصوات التونسية. وبرز أيضا في مجال الأغنية الوطنية حيث ستخلده تلك الملحمة الوطنية الرائعة»بني وطني «التي أبدع في تلحينها وهي من كلمات الشاعر عبد المجيد بن جدو (و غنتها الفنانة علية).». وخصص الباحث محمد بوذينة كتيبا للتعريف بالشاذلي أنور وجعله من مشاهير التونسيين والكتيب رقم 180 من السلسلة المخصصة لأعلام تونس. ومن خلال هذا الكتيب نعرف أن مترجمنا لحّن ما لا يقل عن 140 أغنية. توفي الشاذلي أنور يوم 27 مارس 1995 ونعته وسائل الإعلام التونسية من صحافة وإذاعة وتلفزة. وتكريما له ولعطائه الفني الغزير رأت اللجنة الثقافية بمساكن أن تخصص له مهرجانا يحمل اسمه يتبارى فيه الفنانون من كامل البلاد التونسية ويفوز كل من يبدع في أداء أغنية من تلحينه بجائزة قيمة. وتم المهرجان الأول في أفريل 2002 وتتالت المهرجانات من بعده وحضرها كبار الفنانين بتونس.